# Wat Benchamabophit

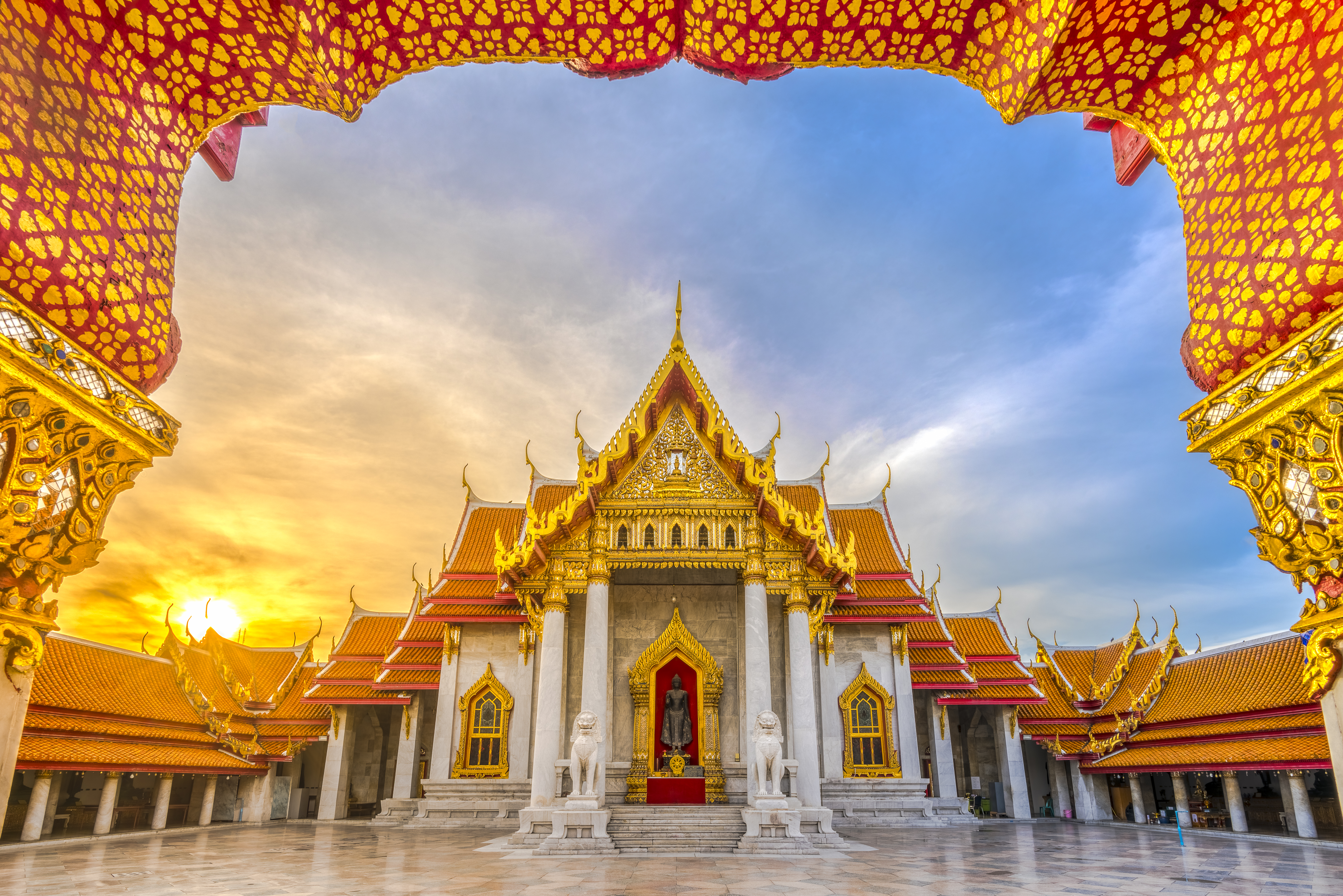
O Salão de Ordenação (Ubosot)

Wat Benchamabophit Dusitvanaram (em tailandês: วัด เบญจมบพิตร ดุสิต วนาราม) é um templo budista (wat) no distrito Dusit de Bangkok, na Tailândia. Também conhecido como o templo de mármore, é um dos templos mais conhecidos de Bangkok e uma grande atração
turística. Ele caracteriza o estilo ornamentado de altos cumes de Bangkok, telhados e elaborados remates.

## Construção
A construção do templo começou em 1899, a pedido do rei Chulalongkorn, depois de construir seu palácio nas proximidades. O nome do templo significa literalmente o Templo do quinto rei, localizado nas proximidades do Palácio Dusit. Foi projetado pelo príncipe Naris, um meio-irmão do rei, e é construído em mármore italiano. Tem exposição de pilares de mármore de Carrara, um pátio de mármore e duas grandes singhas (leões) guardando a entrada do bot. Os interiores são decorados com travessas de laca e ouro, e em nichos rasos nas paredes de pinturas de stupas importantes em todo o país. O claustro ao redor da sala de reunião abriga 52 imagens de Buda.

## O templo
Dentro da sala de ordenação (ubosot) está uma estátua de Buda de estilo Sukhothai chamada Phra Buddhajinaraja, lançada em 1920 após a original localizada em Wat Mahathat em Phitsanulok. A principal imagem de Buda é uma cópia de Phra Buddha Chinarat, que reside em Phitsanulok, no norte da Tailândia. As cinzas do rei Chulalongkorn estão enterradas embaixo da estátua. Na galeria ao redor do salão de ordenação estão 52 estátuas de buda, cada uma mostrando diferentes mudras (sinais), coletadas pelo príncipe Damrong Rajanubhab para seu rei. O templo foi destaque no famoso The Amazing Race 9 como o 10º e último pit stop de eliminação. A imagem da fachada do templo é visível no verso da moeda Five-Baht da moeda tailandesa. O site contém o Museu Nacional Benchamabophit.

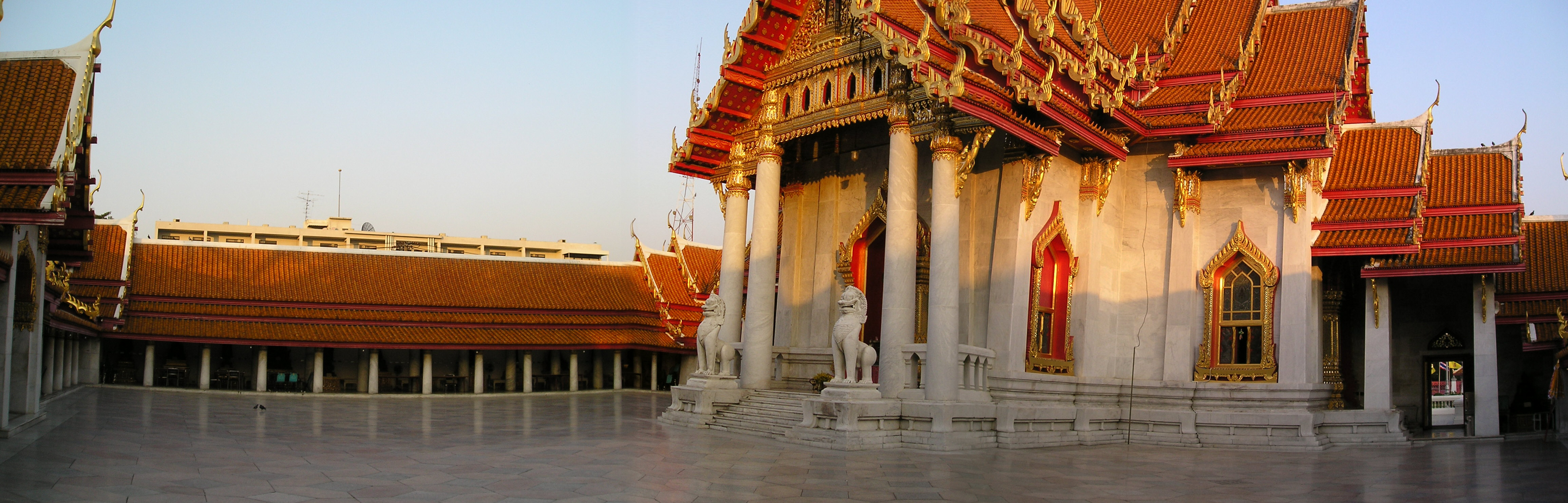
Vista panorâmica do templo

## Adoração e Festivais
Os fabricantes de mérito vêm aos monges do templo para receber esmolas todas as manhãs. Entre 6-7: 30 da manhã, os monges se alinham em Nakhon Pathom com suas tigelas para receber doações de curry, arroz, botões de lótus, incenso, produtos de higiene pessoal e outros itens essenciais. A procissão à luz de velas à noite em torno do bot durante os festivais budistas de Magha Puja (em fevereiro) e Visakha Puja (em maio) é comum neste templo.